# Chicoreus brunneus
Chicoreus brunneus är en havslevande snäckart som ingår i släktet Chicoreus och familjen purpursnäckor. Den blir omkring 4–11,5 cm lång. Arten förekommer inom den indo-pacifiska regionen , från östra Afrika till Indonesien, sydöstra och nordöstra Asien (Indiska oceanen och västra Stilla havet).

## Utseende
Borrformad snäcka med gulbrun färg. Kroppen har en räfflig och bränd struktur. Kronstruktur samt frasiga fötter.